# Сражение у Южной Горы
Сражение у Южной Горы (англ. Battle of South Mountain), называемое на юге иногда Battle of Boonsboro Gap, произошло 14 сентября 1862 года, и было частью Мэрилендской кампании американской гражданской войны. Генерал Макклеллан, командующий Потомакской армией, узнал, что Северовирджинская армия генерала Ли разделилась, частью отступив в Виргинию, а частью оставшись в Мэриленде. Он послал корпус генерала Франклина на деблокаду федерального гарнизона в Харперс-Ферри, а остальными корпусами начал наступление на Бунсборо, чтобы не позволить дивизиям Лонгстрита и Д. Хилла воспрепятствовать наступлению Франклина. Потомакской армии было необходимо захватить ущелья Тернера и Фокса в Южных горах. Оборона ущелий была возложена на дивизию Дэниела Хилла, но федеральное наступление застало его врасплох. В ходе боёв 14 сентября южанам удалось удержать оба ущелья, но противник захватил господствующие высоты на обоих флангах, а поздно вечером стало известно, что корпус Франклина захватил ущелье Крэмптона. Генерал Ли принял решение оставить Бунсборо и начать отступление в Виргинию через Шарпсберг.

## Предыстория
10 сентября 1862 года Северовирджинская армия покинула Фредерик и начала марш в западный Мэриленд, при этом несколько дивизий были направлены на окружение и захват города Харперс-Ферри. План этого наступления был составлен генералом Ли 9 сентября и был известен как «Специальный приказ 191». Уже 11 сентября первая дивизия Потомакской армии (дивизия Кокса) вошла во Фредерик, а утром 13 сентября к городу подошёл XII корпус генерала Альфеуса Уильямса. Сержант корпуса нашёл утерянную копию приказа 191, передал её в штаб корпуса, откуда приказ был немедленно доставлен к штаб армии. Генерал Джордж Макклеллан понял, что Ли разделил свои силы и есть возможность разгромить южан по частям. По словам историка Эзры Кармана, у Макклкллана была три возможности: он мог идти на деблокаду Харперс-Ферри по берегу реки Потомак; он мог прорваться через ущелье Крэмптона в тыл дивизии Маклоуза у Харперс-Ферри; или же он мог наступать правым флангом через Миддлтаун и ущелье Тернера на Бунсборо.
Макклеллан сразу же отказался от первой возможности, потому что счёл этот путь слишком опасным. Он решил атаковать по двум направлениям: одной частью армии через ущелье Крэмптона, а второй через ущелье Тернера. На первом направлении ему предстояло атаковать 10 разрозненных бригад Маклоуза, а на втором ему противостояло 5 бригад в Бунсборо и ещё 9 в Хейгерстауне, в 12 милях западнее. В 18:20 Макклеллан отправил Франклину подробный план наступления. Макклеллан вполне мог отправить армию в ночной марш и легко захватить ущелья ещё до рассвета, при этом ему противостояли бы лишь кавалерийские пикеты Джеба Стюарта. Такое наступление сразу поставило бы в критическое положение дивизию Маклоуза, которой пришлось бы начать трудное отступление. Но Макклеллан не стал начинать наступления, упустив весь вечер 13 сентября и ночь на 14-е. Тем самым, по словам Эзры Кармана, он упустил лучший шанс за всю свою жизнь.
Дивизия генерала Дэниела Хилла численностью 5000 человек стояла в Бунсборо для предотвращения прорыва федерального гарнизона Харперс-Ферри на север и, в качестве вторичной задачи, для прикрытия перевалов Южных гор. Хилл сконцентрировал внимание на выполнении первой задачи, полагая, что перевалы надёжно прикроет кавалерия Стюарта. Днём 13 сентября Стюарт сообщил Хиллу, что федералы приближаются к Южным горам, и попросил одну пехотную бригаду, чтобы прикрыть ущелья. Он сообщал, что в 14:00 федеральная армия отбросила его заслоны в ущелье Катоктинских гор, в семи милях восточнее Южных гор. Если Макклеллан будет двигаться дальше на Бунсборо, то он выйдет прямо в тыл дивизии Маклоуза, которая окажется отрезана от основных сил. В этой ситуации генералу Ли, по мнению историка Дугласа Фримана, оставалось только одно — срочно вернуть дивизию Хилла к Южным горам (которые изначально не предполагалось оборонять) и удерживать Макклеллана, пока не будет взят Харперс-Ферри или хотя бы пока Маклоуз не выйдет из опасного положения.
Ли отправил Хиллу приказ оборонять ущелье Тернера и вызвал к себе в штаб генерала Лонгстрита. Он объяснил тому ситуацию и велел оставить бригаду Тумбса в Хейгерстауне для охраны обозов, а все остальные части утром 14 сентября отправить на помощь Хиллу в Южные горы. Лонгстриту не понравилась эта идея. Он указал, что его люди слишком сильно устанут после марша и едва ли смогут эффективно защищать ущелье, поэтому было бы лучше сконцентрировать армию у Шарпсберга. Но Ли не хотел рисковать дивизией Маклоуза и не стал отступать от своего плана. В 22:00 он отправил Маклоузу предупреждение об опасности и приказал как можно скорее двигаться к Харперс-Ферри, и если не будет распоряжений от Томаса Джексона, то как можно скорее идти к Шарпсбергу. Позже ночью Ли получил письмо от Лонгстрита, в котором тот снова предлагал отступить к Шарпсбергу.
Джордж Макклеллан провёл 13 сентября во Фредериксберге, изучая «Специальный приказ 191» и ожидая разведданных от кавалерии Плезонтона. Только к вечеру он начал давать распоряжения относительно наступления 14 сентября. По его плану основные силы армии должны были двигаться на Бунсборо и разгромить там армию Ли, а корпус Франклина должен был идти на деблокаду Харперс-Ферри. Приказ Франклину был отправлен в 18:20. Франклину было приказано наступать от Фредерика через Джефферсон и Беркиттсвилл к ущелью Тёрнера и занять его, если оно свободно. Если оно занято противником, то Франклину следовало атаковать, но только после общей федеральной атаки у ущелья Крэмптона. Затем он должен был атаковать дивизию Маклоуза и освободить Харперс-Ферри. После этого предполагалось,  соединившись с дивизией Майлза, оставить Харперс-Ферри и атаковать тыл противника у ущелья Фокса, если оно ещё не будет занято федеральной армией. Если ущелья уже будут взяты, Франклину предписывалось идти к Шарпсбергу и отрезать армию Ли от тыла или же помешать Джексону перейти на северный берег Потомака.
Между тем Хилл не думал о возможности сражения в Южных горах. За те три дня, что он пробыл в Бунсборо, он ни разу не посетил эти горы. Узнав от Стюарта, что его кавалерия отброшена к горам, он лишь отправил тому на помощь бригаду Колкитта. Бригада Гарланда была придвинута ближе к горам, чтобы усилить Колкитта, если потребуется. Колкитт прибыл к ущелью Тернера на закате и в темноте увидел множество лагерных костров вдалеке на востоке. Он сообщил Хиллу, что этих костров подозрительно много. В полночь пришло предупреждение от генерала Ли. Только теперь Хилл узнал, что Южные горы предполагается всерьёз оборонять, но он был совершенно незнаком с местностью и запросил совета у Стюарта. Утром Хилл отправился к перевалам. В этот день ему впервые предстояло независимо командовать дивизией на поле боя, но он до сих пор не осознал опасность ситуации и всё ещё держал три свои бригады в Бунсборо.

## Сражение
На рассвете 14 сентября генерал Дэниел Хилл отправился к ущелью Тернера. Когда он прибыл в ущелье, там стояла бригада Колкитта и приближалась бригада Гарланда. В распоряжении Хилла было ещё три бригады (Андерсона, Рипли и Роудса), но он помнил о возможности прорыва федерального гарнизона из Харперс-Ферри. Он знал от Стюарта, что к ущелью приближаются только две федеральные бригады и, вероятно, не воспринял всерьёз донесение Колкитта о многочисленных ночных кострах. Даже приказ Ли о переброске к горам всей дивизии Лонгстрита не убедил его в серьёзности ситуации. На перевале Хилл ожидал встретить Стюарта, но тот уже уехал к ущелью Крэмптона. Хилл провёл недолгую рекогносцировку и скоро услышал голоса федеральных военных и скрип колёс неподалёку за лесом. Противник был уже близко, а в горах было много дорог, по которым можно было обойти ущелье Тернера. Хилл пришёл к выводу, что ущелье можно удержать только крупными силами. Он решил вызвать бригаду Андерсона, но не решился поступить так же с бригадами Роудса и Рипли. В рапорте он писал, что не желал их вызывать, пока не станут более явны силы и замыслы противника. «Он не указал, чего он желал более явного, чем свидетельства его собственных ушей», писал Дуглас Фриман.

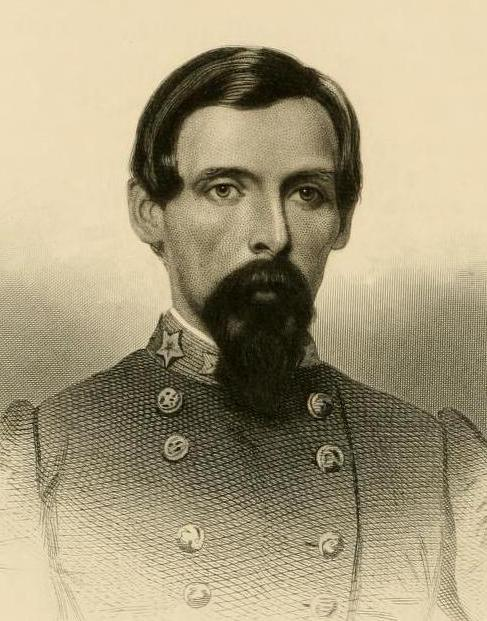
Генерал Сэмюэл Гарланд

Хилл решил оставить бригаду Колкитта в ущелье Тернера, а бригаду Гарланда отправить на прикрытие правого фланга к ущелью Фокса. Гарланд уже прибыл в штаб Колкитта, выпил с ним чашку кофе и получил кое-какие сведения о местности. Хилл приказал ему любой ценой удерживать Старую Шарпсбергскую дорогу в ущелье Фокса, поскольку от этого зависела безопасность обозов всей армии. В распоряжении Гарланда были как необстрелянные полки, так и ветеранские, прошедшие сражение при Уильямсберге. Гарланд прибыл к ущелью, встретил там кавалерию Россера и разместил полки так, чтобы ветеранские приняли основной удар, а малоопытные находились на менее опасных направлениях.
В то утро федеральная кавалерия Плезонтона продолжала рекогносцировку местности и ждала подхода пехоты. Генералу Коксу, дивизия которого стояла западнее Миддлтауна, Плезонтон утром 14 сентября сообщил, что ему будет достаточно одной бригады. В 06:00 Кокс отправил в распоряжение Плезонтона бригаду полковника Скаммона: 12-й, 23-й, и 30-й Огайские полки, общей численностью около 1500 человек. Кокс сам отправился вместе с бригадой, но, перейдя Катоктин-Крик, с удивлением увидел идущего ему навстречу полковника Мура, который был условно освобождён южанами и возвращался в свой лагерь. Узнав, что Скаммон идёт на разведку ущелья, Мур хотел было предупредить его об опасности, но вспомнил, что правила условного освобождения запрещают это, и промолчал. Однако по его лицу Кокс понял, что одной бригады может быть недостаточно, поэтому он отправился назад за бригадой Крука, по пути предупреждая всех полковников, чтобы они готовились к любому развитию событий — к сражению или к перестрелке. Он также уведомил о ситуации корпусного командира Джессе Рено. Затем Кокс нашёл Плезонтона в том месте, где Шарпсбергская дорога ответвлялась от Национальной. Тот сообщил, что позиция противника слишком сильна, чтобы брать её прямой атакой, поэтому лучше послать бригаду Скаммона по Шарпсбергской дороге в обход правого фланга южан. Примерно в 07:00 бригада Скаммона свернула на Шарпсбергскую дорогу, а через полчаса за ней пошла бригада Крука.
По бригаде Скаммона скоро был дан орудийный выстрел, что заставило его наступать осторожнее. Часть 30-го Огайского полка он отправил прямо по дороге к ущелью Фокса, а остальную бригаду развернул левее. Когда бригада вышла к большому полю у самого ущелья, 23-й Огайский полк подполковника Хейса наступал на крайнем левом фланге, рассчитывая обойти фланг противника, 12-й Огайский полковника Уайта наступал в центре, а 30-й Огайский полковника Эвига шёл крайним правым. В это время бригада Самуэля Гарланда уже развернулась в ущелье Фокса. Свой самый крупный полк (5-й Северокаролинский, 400 человек) он поместил на правом фланге, 12-й Северокаролинский левее на открытой местности, 13-й Северокаролинский ещё левее за каменной стеной, а 20-й и 23-й поставил ещё левее, на северной стороне дороги. Фронт был слишком велик для его бригады, и полки стояли с большими зазорами — например, между 13-м и 23-м был зазор в 250 метров. Гарланд и полковник Дункан Макрей выехали на рекогносцировку. Гарланд приказал выслать небольшой отряд на разведку леса на правом фланге. Этот отряд скоро встретил федеральную пикетную цепь, и завязалась перестрелка.

### Первое сражение в ущелье Фокса
Перестрелка завязалась в 09:00. Отряд Гарланда столкнулся с 23-м Огайским полком, который двигался на левом фланге бригады Скаммона, выдвинув по роте на каждый фланг полка в качестве стрелковой цепи. Гарланд сразу приказал полковнику Макрею поддержать передовой отряд силами всего 5-го Северокаролинского. Макрей повёл полк вперёд, но лес был так густ, что боевую линию поддерживать не получалось. Заметив выдвижение Макрея, подполковник Хейс развернул свой полк навстречу и бросил его в атаку. Новобранцы на правом фланге 5-го Северокаролинского не выдержали и стали отходить, что заставило Макрея отвести свой полк немного назад. 23-й приостановился, навёл порядок в рядах и снова двинулся вперёд, оттесняя Макрея к его изначальной позиции. В это время на помощь Макрею подошёл 12-й Северокаролинский полк, который на тот момент насчитывал всего 70 человек. Полк дал залп и сразу отступил в беспорядке. Примерно половина его слодат присоединилась к 13-му Северокаролинскому. 23-й Северокаролинский выступил вперёд, занял позицию за каменной изгородью, и открыл огонь по полку Хейса и по 12-му Огайскому, который присоединился к Хейсу справа. Одновременно Гарланд приказал 20-му и 13-му полкам переместиться с левого фланга на правы и поддержать 5-й.
23-й Огайский и 23-й Северокаролинский вели перестрелку на дистанции 100 метров. В этот момент ранение получил Хейс: пуля повредила ему левую руку, но он не сдал командования. Слабость от потери крови заставила его лечь на землю. Опасаясь атаки с фланга, он приказал полку отступить назад, и при это его оставили лежать на земле. Огонь был таким плотным, что Хейс приказал не предпринимать попыток к его спасению но лейтенант Бенджамин Джексон всё же сумел оттащить командира к лесу. Здесь Хейс сдал командование майору Комли, перевязал раны и ушёл в Миддлберг.

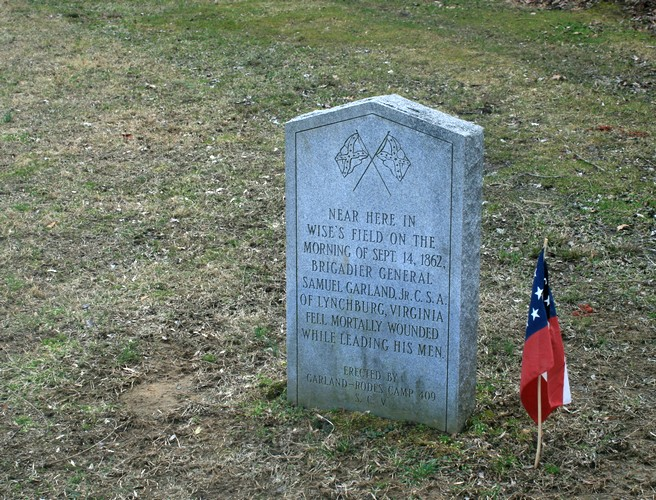
Маркер на месте гибели Гарланда.

Гарланд в это время встретил 13-й и 20-й полки у дома Уайза и повёл их на правый фланг, но заметил, что противник выдвигается к его левому флангу. Он остановил 13-й у дома Уайза, а 20-й разместил на 250 метров правее. 13-й полк открыл огонь по отряду противника на своём фланге, и в это время другой отряд дал залп прямо с фронта. Этим залпом генерал Гарланд был убит. Незадолго перед этим полковник Томас Раффин, командир 13-го, сказал ему: «Генерал, почему вы здесь? Вы здесь в опасности». Гарланд ответил: «Я тут по той же причине, что и вы». «Нет, — ответил Раффин, — я обязан быть со своим полком, но вам лучше командовать бригадой из безопасного места». В этот момент в него попала пуля. Он попросил Гарланда найти офицера, чтобы возглавить полк, в котором не осталось ни единого офицера, и Гарланд поручил это кому-то из своего штаба, но в этот момент сам упал на землю. Он был убит наповал.
После гибели Гарланда на поле боя образовалось небольшое затишье. Полковник Дункан Макрей принял командование бригадой. На помощь ему пришёл полковник Чарльз Тью со 2-м и 4-м Северокаролинскими полками бригады Андерсона, которые встали слева, но потом получили приказ переместиться ещё левее, отчего между полками Макрея и Андерсона образовался разрыв. Макрей приказал 13-му Северокаролинскому закрыть этот разрыв, который сильно его беспокоил. В это время 30-й Огайский присоединился к остальным полкам Скаммона, а сзади подошла бригада Крука. Теперь в распоряжении Кокса была вся его дивизия, и он приказал начать общее наступление. 23-й Огайский под командованием майора Комли бросился через поле и атаковал 23-й Северокаролинский. 12-й Огайский тоже пошёл вверх по склону и атаковал 20-й Северокаролинский за стеной сада Уайза.

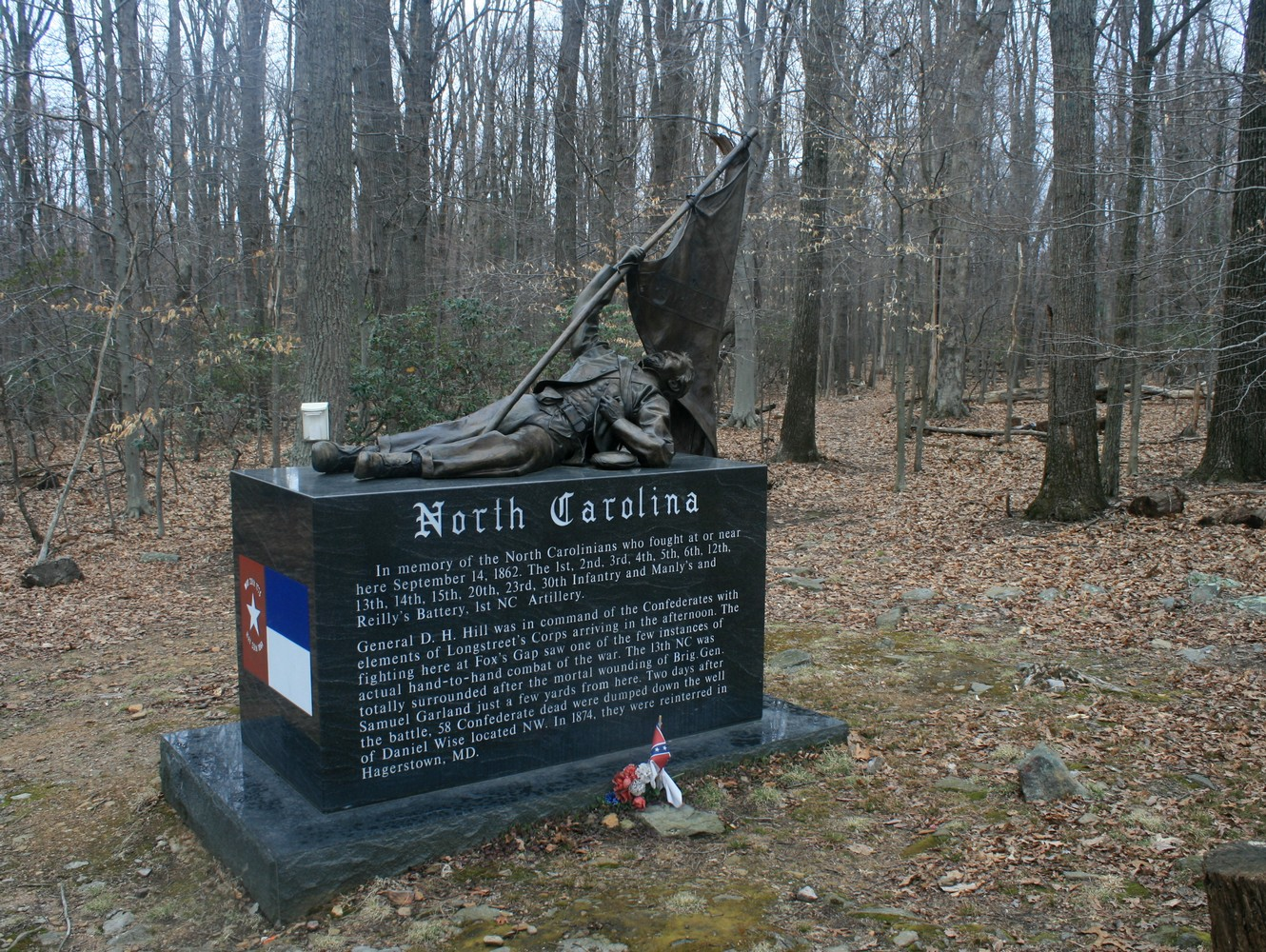
Мемориал на месте боя 13-го Северокаролинского полка.

30-й Огайский полк атаковал левый фланг бригады Гарланда: 13-й Северокаролинский полк и батарею Бондюрана. Полку удалось прорваться к перевалу, и на помощь ему пришёл 36-й Огайский, но 13-й занимал сильную позицию и держался так упорно, что северяне не смогли прорваться к батарее. Однако в это время 12-й Огайский уже прорвался в тыл южан, развернулся вправо и атаковал 13-й Северокаролинский и батарею с фланга. Один из огайцев потом писал, что северокаролинцы стали отступать через сад, но огайцы вышли им во фланг и тыл и завязался ожесточённый бой. Знаменосец-южанин вскочил на каменную стену сада и там размахивал флагом, отказываясь сдаваться, и был в итоге застрелен. Рядовой Хогланд захватил его флаг. Много северокаролинцев попало в плен, но батарея успела уйти.
Теперь центр бригады Гарланда был прорван. 5-й Северокаролинский оказался отрезан от бригады. У 13-го оказался открыт фланг, поэтому подполковник Раффин отступил к Шарпсбергской дороге и присоединился к двум полкам полковника Тью, перейдя под его командование. Теперь генерал Кокс мог легко захватить ущелье, но он не знал численности и состояния противника и опасался столкнуться с крупными силами. Он вернул в строй те отряды, что вырвались вперёд, и стал ждать подкреплений. В его руках было несколько сотен пленных, от которых он узнал, что ему противостоят пять бригад Хилла, а на подходе дивизия Лонгстрита. Он построил свою дивизию фронтом на северо-запад, удерживая под контролем Шарпсбергскую дорогу.
Бой закончился примерно в полдень, и настало затишье примерно на 2-3 часа. Фриман писал, что это была невероятная, чудесная пауза. В тот момент, когда Хилл был совершенно бессилен, он получил целых два часа времени. Недоброжелатели могут сказать, что Хилл оказался более удачлив, чем заслуживал.

### Второе сражение в ущелье Фокса
Хилл наблюдал за выдвижением и построением федеральной армии. 20 лет спустя он вспоминал, что ни до, ни после этого не видел столь впечатляющей армии. По словам Дугласа Фримана, Хилл должен был испытывать смешанные чувства: его дивизии грозила гибель, и вместе с тем он понимал, что Макклеллан атакует в неправильном направлении. Если бы командующий северян атаковал южнее, то легко прошёл бы Южные горы и вклинился между армиями Ли и Джексона. Пехота смогла бы вырваться из окружения, но обозы наверняка были бы потеряны. Хиллу надо было продержаться какое-то время, чтобы дать время обозам уйти. Бригада Гарланда была разбита, а бригаду Колкитта он не мог снять с позиции. Нашлись два орудия, и Хилл послал их к ущелью Фокса вместе с одним полком Колкитта и группой курьеров, погонщиков и поваров в качестве прикрытия. «Не помню, чтобы когда-либо испытывал такое чувство полнейшего одиночества, — вспоминал потом Хилл, — казалось, что мы брошены всем миром и всем человечеством».
Около 14:00 к позициям южан подошла бригада Джорджа Бургвейна Андерсона, затем бригада Роудса и бригада Рипли. Хилл отправил Роудса на левый фланг, а Андерсона и Рипли послал к ущелью Фокса. Чуть позже появилась дивизия Джонса из группы Лонгстрита: первой шла бригада Дрейтона, а за ней бригада Джорджа Томаса Андерсона. Последние две были сразу направлены в ущелье Фокса. Рипли был старшим по званию, поэтому принял командование над четырьмя бригадами в ущелье. Он поставил бригаду Дж. Б. Андерсона на правом фланге, левее поставил свою бригаду, ещё левее бригаду Дж. Т. Андерсона и крайней левой бригаду Дрейтона. Потом Хилл вернулся в ущелье Тернера, поручив Рипли атаковать противника, как только бригады будут построены.
Между тем Кокс ждал подкреплений. Он ещё утром сообщил о ситуации в горах генералу Рено, и тот отправил к горам дивизию Орландо Уилкокса. В 08:00 тот прибыл к местечку Боливар, где запросил у Плезонтона указаний. Тот предложил ему построиться севернее Национальной дороги и атаковать ущелье Тернера, но когда Уикокс построил свою дивизию, явился генерал Бернсайд, отменил атаку и направил Уилкокса на усиление дивизии Кокса. Только к 14:00 Уилкокс присоединился к дивизии Кокса и встал справа. 8-й Мичиганский и 50-й Пенсильванский полки он отправил на усиление левого фланга Кокса.
Два орудия федеральной батареи Кука вышли на позицию для стрельбы, но попали под плотный огонь батареи Бондюрана с дистанции 600 метров. Северяне потеряли 5 человек и отошли под прикрытие леса. Это отступление привело к небольшому беспорядку в рядах федеральной армии. Некоторым показалось, что южане собираются атаковать. 79-й Нью-Йоркский полк полковника Морриса встал левее орудий Кука, а 17-й Мичиганский полковника Уайтингтона встал правее. Уилкокс получил приказ обезвредить батарею Бондюрана силами 79-го Нью-Йоркского, но он решил использовать более крупный 45-й Пенсильванский полк. 17-й Мичиганский он послал для атаки батареи с фланга. Был отдан приказ атаковать: 45-й Пенсильванский перебрался через каменную ограду и пошёл вверх по склону, 46-й Нью-Йоркский двигался левее. Наступая, они встретили стрелковую цепь, которую Дрейтон выслал вперёд; завязалась перестрелка. 45-й полк отбросил противника к ограде у дома Уайза, но сам оказался под огнём винтовок и артиллерии. 17-й Мичиганский бросился вперёд и отбросил людей Дрейтона от каменной стены. Мичиганцам удалось обойти фланг Дрейтона и открыть огонь в тыл его позиции. Попав под огонь с фронта и фланга, бригада Дрейтона дрогнула и обратилась в бегство. Только 3-й Южнокаролинский батальон Джорджа Джеймса остался на позиции. Бригада Дрейтона была практически уничтожена. 3-й Южнокаролинский батальон потерял 85 % своего состава (из его 160 человек выжили лишь 24), 50-й Джорджианский — три четверти, 51-й Джорджианский — половину. Легион Филипса потерял 40 % состава. Всего бригада потеряла 206 человек убитыми, 227 ранеными и 210 пленными. Вся атака была проведена силами дивизии Уилкокса при незначительной помощи дивизии Кокса. Как раз в этот момент начала подходить дивизия Самуэля Стерджиса.
Дивизия Стерджиса вышла из Миддлтауна в 13:00 и прибыла на поле боя в 15:30. 2-й Мэрилендский и 6-й Нью-Гемпширский полки были отправлены к ущелью Тернера, а батарея Кларка (Батарея Е 4-го артиллерийского регулярного полка) была послана на усиление левого фланга Кокса. Вслед за Стерджисом подошла дивизия Родмана. Она пришла в Миддлтаун в 10:00, простояла там четыре часа и в 14:00 выступила на поле боя, куда прибыла после 16:00. Здесь дивизию поделили: бригада Харланда ушла на правый фланг, а бригада Фэрчайлда (9-й, 103-й и 89-й Нью-Йоркские полки) ушла на левый фланг на прикрытие батареи Кларка.
Когда бригада Дрейтона попала под удар, бригада Дж. Т. Андерсона находилась правее в 400 метрах. Она начала выдвигаться вперёд, но по приказу Рипли изменила направление наступления, из-за чего передовая стрелковая цепь ушла в другую сторону. Андерсон обнаружил, что стрелкового охранения с фронта нет, а стрельба слышна больше с левого фланга, чем спереди. Вскоре стало известно, что бригада Дрейтона бежит и северяне выходят Андерсону во фланг и тыл. Бригада Рипли оказалась в 400 метрах справа и сзади, поэтому Андерсон, понимая, что находится в отрыве от остальной линии, стал отступать влево и назад, пока не встретил дивизию Худа, к которой и присоединился. В итоге его бригада не участвовала в бою и сделала всего несколько выстрелов.
Командование бригадами было поручено Росвеллу Рипли, но он не справился с заданием. Узнав об отступлении Дрейтона, он решил, что полностью отрезан от Хилла, а затем ему донесли о перемещении войск перед его фронтом. Это была бригада Дж. Б. Андерсона, но Рипли принял её за северян и поэтому приказал немедленно отступать. Его бригада так и не включилась в бой, а остальные бригады, которые должны были ему подчиняться, так и не узнали, где он и что с ним.
Бригада Дж. Б. Андерсона выдвигалась на правый фланг, но в густом лесу ей трудно было ориентироваться. В распоряжении Андерсона были 2-й, 4-й, 30-й Северокаролинские полки и 13-й Северокаролинский бригады Гарланда. 14-й Северокаролинский был временно передан в бригаду Рипли. Андерсон вышел на вершину хребта, но не смог понять, где находится боевая линия. Он отправил отряд на разведку, и этот отряд обнаружил федеральную батарею Кларка и небольшое пехотное прикрытие, стоящие фронтом на север и флангом к позиции Андерсона. Понимая, что ему выпал шанс атаковать фланг противника, Андерсон приказал 2-му, 4-му и 13-му полкам наступать. Северокаролинцы бросились в атаку на батарею, но в это время 89-й Нью-Йоркский пехотный полк из бригады Фэрчайлда, только что пришедший к батарее, развернул левые роты и дал залп по наступающим. Северокаролинцы отступили, потеряв 30 человек пленными и 150 ружей. Ньюйоркцы потеряли двух человек убитыми и 18 ранеными. Очевидец вспоминал, что весь манёвр был выполнен федеральным полком так хладнокровно и методично, как будто он находился в лагере на тренировке.

### Атака дивизии Худа
В 15:00 генерал Ли прибыл в Бунсборо, чтобы наблюдать за подходом подкреплений и здесь увидел проходящую Техасскую бригаду. Командир дивизии, Джон Белл Худ, находился под арестом после сражения при Булл-Ран из-за конфликта с Эвансом, чем были крайне недовольны техасцы. «Дай нам Худа!» — закричали они, увидев Ли. В ответ Ли приподнял шляпу и сказал: «Вы получите его, джентльмены». Он вызвал к себе Худа и сказал: «Генерал, нам предстоит начать сражение, имея одного из лучших офицеров под арестом. Если вы хотя бы скажете, что сожалеете о произошедшем, я верну вас в дивизию». Худ отказался раскаяться, и Ли сказал: «Хорошо, я снимаю с вас арест до конца сражения».
Когда Андерсон атаковал батарею Кларка, дивизия Джона Худа подходила к дому Уайза. Худ, с бригадами Лоу и Уоффорда, подошел к Маунтин-Хаус на национальной дороге в 16:00 и занял позицию левее дороги, но сразу получил приказ отправиться к ущелью Фокса и помочь отходящим частям. По пути он встретил отступающих людей Дрейтона, от которых узнал по прорыве северян, и поэтому сместился правее. Вскоре он встретил бригаду Дж. Т. Андерсона, которая присоединилась к его дивизии слева. Противник не приближался, и тогда Худ приказал примкнуть штыки и двигаться вперёд. Его полк вышел к дому Уайза, оттесняя отдельные разрозненные группы северян, и занял позицию у каменной стены. Федералы открыли по его дивизии огонь, но без большого успеха. Среди немногочисленных погибших был подполковник Маклемор из 4-го Алабамского полка.

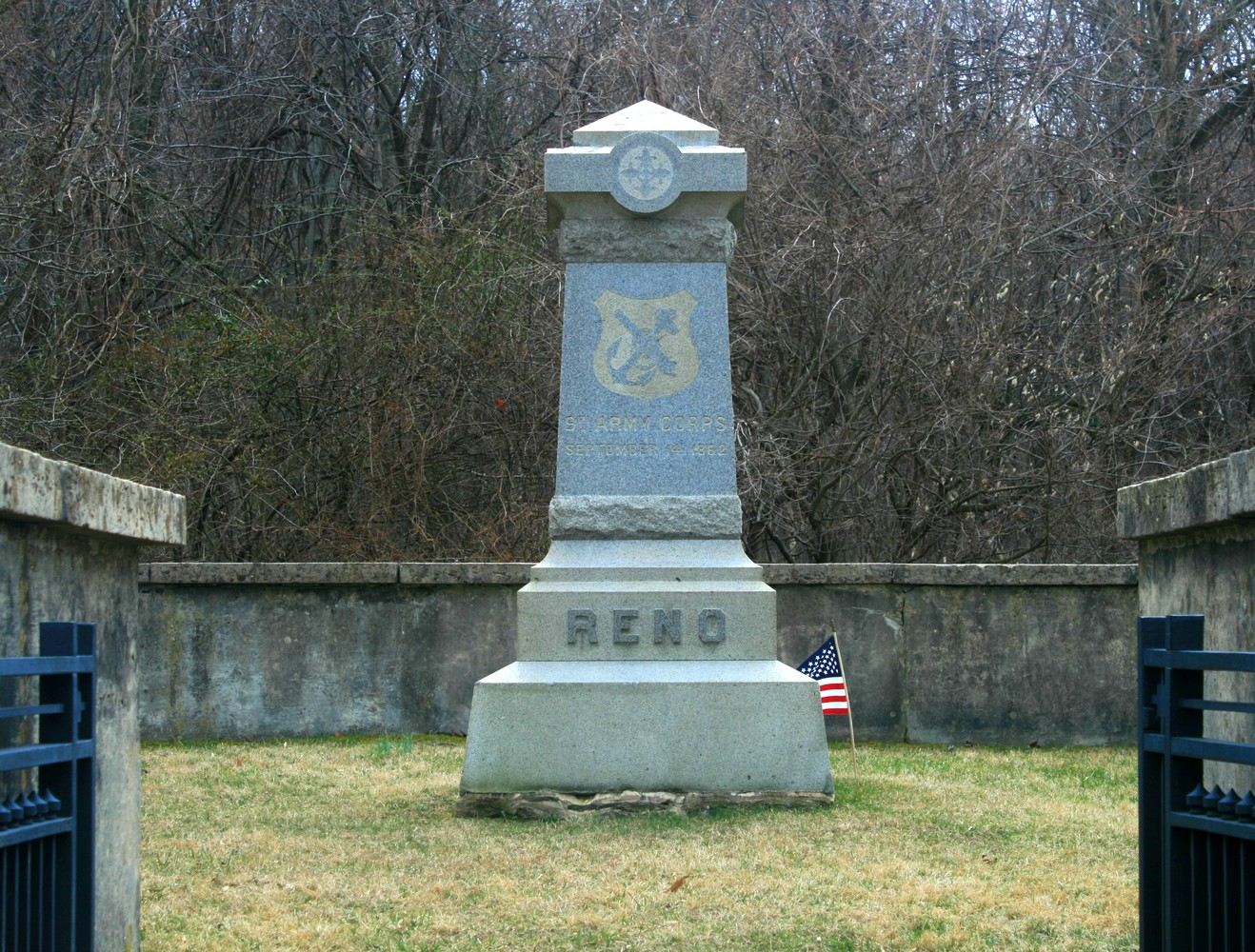
Мемориал на месте гибели Джессе Рено

Генерал Худ потом писал об этом так:

Мы шли через лес так быстро, как только позволяла местность. С каждым шагом мы приближались к федеральным линиям, которые наступали, воодушевленные успехом и видом наших убитых и раненых. Наконец, я приказал генералу Лоу и полковнику Уоффорду, которые командовали бригадами, чтобы их солдаты примкнули штыки и, когда противник подойдет на 75-100 ярдов, шли в атаку. Все было выполнено моментально, под боевой крик Конфедерации (Confederate yell), и федералы были отброшены в беспорядке, на гору и за гору, и они отступали вверх даже быстрее, чем наступали вниз. Когда наступила ночь, убитые и раненые имелись с обеих сторон, но гора была в наших руках.

Во время этой перестрелки был убит командир IX корпуса северян Джессе Рено. Он с утра находился на позиции Плезонтона с Макклелланом и Бернсайдом, а затем прибыл посовещаться к Коксу, откуда отправился на позицию дивизии Стерджиса. Ему доложили о перемещении противника в лесу, и генерал приказал 51-му Пенсильванскому полку выдвинуться к северу от Шарпсбергской дороги. Полк начал выдвижение и в это время попал под залп дивизии Худа, из-за которого началась паника в некоторых частях. Рено попытался навести порядок, но в это время получил смертельное ранение. 51-й Пенсильванский и 51-й Нью-Йоркский продолжили перестрелку, которая затянулась до ночи и затихла к 22:00.

### Сражение в ущелье Тернера
Дивизия Уилкокса пришла в ущелье Фокса в 14:00, дивизии Родмана и Стерджиса около 15:00, и примерно в это самое время I корпус Хукера, наступая правее Национальной дороги, вышел к ущелью Тернера. Хукер выступил из лагеря на реке Монокаси ещё на рассвете, прошёл Фредерик и Миддлтаун и около 13:00 остановился к реки Катоктин-Крик, где дал корпусу время отдохнуть и приготовить кофе. Он провёл рекогносцировку и выяснил, что Национальная дорога пересекает Южную гору через ущелье Тернера, где от неё ответвляется и уходит на северо-восток Старая Хейгерстаунская дорога (сейчас Дальгрен-Роуд). Восточнее ущелья, между этими дорогами, находится высота, условно названная «Южный отрог». Хукер заметил, что противник размещает пехоту и артиллерию на седловине между отрогом и ущельем. Пока Хукер занимался рекогносцировкой, его дивизионные командиры (Мид, Хэтч и Рикеттс) получили приказ выдвинуться вперёд по Старой Хейгерстаунской дороге и привлечь внимание противника, чтобы помочь корпусу Джессе Рено. Дивизии подошли к горам и построились в две линии: Мид на правом фланге, Хэтч на левом, а Рикеттс в резерве.
Ущелье Тернера с раннего утра удерживала бригада Колкитта, к которой в полдень пришла на усиление алабамская бригада Роберта Роудса:
- 3-й Алабамский пехотный полк: полковник Каллен Баттл[англ.]
- 5-й Алабамский пехотный полк: майор Эдвин Хобсон
- 6-й Алабамский пехотный полк: полковник Джон Гордон
- 12-й Алабамский пехотный полк: полковник Бристор Гейл
- 26-й Алабамский пехотный полк: полковник Эдвард О’Нил.

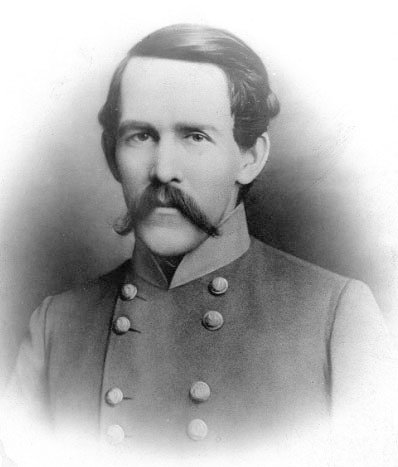
Генерал Роберт Роудс

Генерал Хилл приказал Роудсу занять Южный отрог, и тот простоял на отроге около часа. Затем ему было приказано сместиться примерно на километр влево, за овраг. К этому времени корпус Хукера уже развернулся в боевую линию, и Роудс заметил, что фронт федерального корпуса уходит далеко за левый фланг его бригады. Он также обратил внимание на дорогу, по которой противник может выйти во фланг и тыл его бригаде. Роудс решил растянуть линию бригады как можно дальше влево и запросил подкреплений, чтобы прикрыть бригаду с правого фланга. К этому времени Хукер закончил все приготовления и приказал наступать. Дивизии Мида было приказано наступать на позиции Роудса, а дивизии Хэтча на «Южный отрог».
На правом фланге дивизии Мида наступала бригада Трумана Сеймура. 13-й Пенсильванский резервный полк (275 человек) был выслан вперёд в стрелковую цепь. Сеймур решил атаковать Роудса во фланг, потом перейти овраг и атаковать противника на «Южном отроге». Его бригада стала смещаться вправо, а бригады Галлахера и Маджилтона начали наступление с фронта, по оврагу. Во время этого наступления был ранен один из бригадных командиров, полковник Томас Галлахер, и командование бригадой принял Роберт Андерсон, полковник 9-го резервного полка. Решительно наступая вверх по склону, федералы начали вклиниваться между полками Роудса и обходить его левый фланг, что заставило его отступать назад, вверх по горному склону. Роудс снова запрашивал подкреплений, но они не подходили.
Бригада Роудса несла ощутимые потери: был ранен полковник Эдвард О’Нил, а его 26-й Алабамский полк оказался полностью деморализован; в 12-м Алабамском выбыли из строя полковник Гейл и подполковник Пикенс; 6-й Алабамский попал под огонь с фронта и фланга, но полковник Гордон поддерживал полк в боевом состоянии, и в итоге его подразделение оказалось единственным боеспособным полком южан на поле боя. Полковник Баттл держал под контролем всего лишь горсть своих людей. Северяне захватили господствующую высоту, но наступила темнота и перестрелка прекратилась. Роудс потерял 61 человека убитым, 157 ранеными и 204 пропавшими без вести. В рапорте он написал, что его бригада не смогла остановить противника, но зато силами 1200 человек она более четырёх часов удерживала позицию против целой дивизии и в итоге потеряла всего полмили территории.
Согласно рапорту Роудса, никто не пришёл ему на помощь, но он слышал, что какие-то части находятся правее его бригады и видел дезорганизованный отряд южнокаролинцев. Хилл в рапорте писал, что на помощь Роудсу пришла южнокаролинская бригада Эванса, но пришла поздно и насчитывала всего 550 человек. В тот день генерал Эванс вышел из Хейгерстауна во главе временной дивизии, которая состояла из двух бригад Джона Худа и одной его собственной. Прибыв в ущелье Тернера, Эванс узнал, что бригады Худа ушли в ущелье Фокса, а его бригада должна помочь Роудсу и скоро будет усилена подкреплениями. Бригада, под непосредственным командованием полковника Стивенса, пришла в ущелье в 16:00 и была передана Лонгстритом в распоряжение Хилла. Хилл приказал занять позицию правее Роудса, но уже на полпути к этой позиции Стивенс увидел федеральные войска впереди и правее своей бригады. Он отправил легион Холлкомба вправо в стрелковую цепь, а сам стал строить бригаду на позиции, при этом 23-й Южнокаролинский почти примыкал к правому флангу Роудса. Почти сразу бригада попала под удар федеральной бригады Маджилтона. 23-й и 22-й Южнокаролинские полки сразу были отброшены в беспорядке, а командир 22-го, подполковник Уоткинс, был убит. 23-й трижды удалось привести в порядок, а 22-й дважды, но в итоге оба начали отходить. 18-й Южнокаролинский полковника Уолеса несколько раз оказывался под ударом с фланга и тоже стал отходить.
17-й Южнокаролинский полковника Макмастера стоял на правом фланге бригады и уверенно держался под атакой 7-го и 8-го Пенсильванских резервных полков, но когда остальные части отступили, противник вышел ему во фланг. Макмастер отвёл полк на 300 метров назад, но был снова обойдён и в его распоряжении осталось всего 36 человек. Когда наступила темнота, генерал Эванс отвёл бригаду на позицию у Горного дома. Из его 550 человек 171 был убит и ранен, 45 пропало без вести.

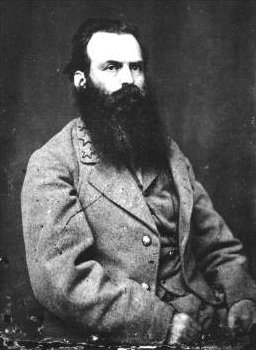
Генерал Джеймс Кемпер

Когда бригады Роудса и Эванса вели бой, Хилл пытался чем-то прикрыть их правый фланг. В его распоряжении были три маленькие бригады Кемпера, Гарнетта и Дженкинса, которые уже были направлены в ущелье Фокса, но их вернули в ущелье Тернера и поставили на дороге правее бригады Эванса, хотя все три бригады были уже сильно измотаны долгим маршем. Уже садилось солнце, и в это время три бригады попали под атаку дивизии Хэтча. В полках Кемпера и Гарнетта в это время было 850 или 975 человек. Дивизия Хэтча (бригады Патрика, Фелпса и Даблдея) насчитывала 3500 человек. Первой шла бригада Патрика: два полка в стрелковой цепи (21-й и 35-й Нью-Йоркские) и два за ними (80-й и 23-й Нью-Йоркские), затем через 200 метров бригада Фелпса и ещё через 200 метров бригада Даблдея. Хилл вспоминал, что дивизия наступала тремя линиями, с развёрнутыми знамёнами, в идеальном порядке и выглядела впечатляюще.
Когда эта атака началась, у Хилла не было под рукой ни единого пехотинца, и он ввёл в дело несколько орудий, но вскоре Лонгстрит привёл бригады Гарнетта и Кемпера. Бригада Гарнетта заняла позицию на Южном отроге. Под атакой бригады Фелпса она продержалась 15 минут и стала отходить. 8-й Вирджинский полк, насчитывавший в тот день всего 34 человека, стоял на правом фланге бригады. Он отходил, и полковник Хантон не смог его остановить. Отступая, полк присоединился к бригаде Дженкинса, которая подходила из тыла. Фелпс приказал атаковать, и бригада Гарнетта была отброшена на 200 метров, при этом был убит полковник Стрэндж, командир 19-го Вирджинского, а генерал Хэтч был ранен и сдал командование дивизией Даблдею.
Атака Фелпса не затронула позицию бригады Кемпера, но тот понял, что противник может выйти ему во фронт, и развернул 56-й Вирджинский полк вправо, под углом к основной линии. Уже темнело; к линии Кемпера отступил 28-й Вирджинский полк, а затем подошли 21-й и 80-й Нью-Йоркские полки и оттеснили бригаду Кемпера примерно на 20 метров, но из-за темноты перестрелка стала затихать. Даблдей отвёл в тыл бригаду Фелпса и заменил её своей бывшей бригадой, которая встала там, откуда был выбит Гарнетт.
Бригада Дженкинса под командованием Джеймса Уокера пришла в ущелье около 16:00 и встала правее и позади Гарнетта. Части бригады Гарнетта присоединились в ней и образовали общую линию, которая теперь удерживала позицию против бригады Даблдея. Вскоре Даблдей отвёл свою бригаду и заменил её на бригаду Кристиана. Эта бригада некоторое время вела перестрелку, но потом бой затих и противники остались спать при оружии на своих позициях.

### Атака Гиббона

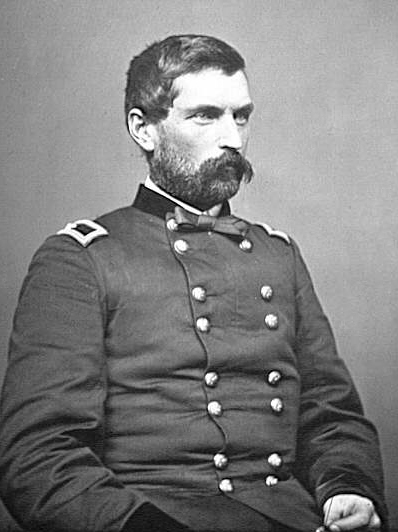
Генерал Джон Гиббон

Когда Фелпс штурмовал позицию Гарнетта на Южном отроге, бригада Джона Гиббона вступила в бой с джорджианской бригадой Колкитта к югу от этого отрога. Бригада Колкитта с самого утра стояла в 700 метрах восточнее Горного дома прямо поперёк Национальной дороги. 23-й Джорджианский полк полковника Барклая и 28-й Джорджианский полк майора Грейбилла, каждый по 300 человек, стояли на левой стороне дороги, при этом 23-й стоял за каменной стеной и его фронт был прикрыт небольшим оврагом. Две роты были высланы вперёд в стрелковую цепь. 6-й и 27-й Джорджианские и 13-й Алабамский полк стояли на правом фланге, на южной стороне дороги, поперёк оврага. Колкитту было приказано соединиться флангами с бригадой Гарланда, но у него не хватало людей, поэтому между бригадами было примерно 400 метров расстояния. Всего у Колкитта было 1350 человек.
Бригада Джона Гиббона числилась в составе дивизии Хэтча, но вся дивизия ушла с Национальной дороги вправо, а Гиббон пошёл прямо по дороге, вскоре остановился и два часа ждал приказов. Около 17:00 началось общее наступление корпусов Хукера и Рено, и генерал Бернсайд приказал Гиббону атаковать прямо по дороге и захватить ущелье Тернера. Два орудия лейтенанта Джеймса Стюарта поддерживали атаку. 7-й Висконсинский полк капитана Келлиса построился справа от дороги, а 19-й Индианский полк полковника Мередита построился слева. Позади 7-го встал 6-й Висконсинский подполковника Брэгга, а позади 19-го встал 2-й Висконсинский полк полковника Фэрчайлда. Вторая линия находилась примерно в 200 метрах от первой. Заметив эти построения, Колкитт запросил у Хилла помощи, но тому было некого послать.
Наступая по правой стороне дороги, 7-й Висконсинский вышел из низины на поле перед левым флангом Колкитта и попал под такой мощный залп, что вынужден был отступить назад в низину. После того, как был наведён порядок в рядах, полк возобновил наступление, но под огнём с фронта и фланга остановился. 19-й Индианский оттеснил правые полки Колкитта, развернулся вправо и открыл огонь по позиции 23-го Джорджианского полка. Однако 23-й находился на высоком месте и фланговый огонь не нанёс ему серьёзного урона. Капитан Келлис решил вывести часть рот во фланг 23-му полку, но попал под плотный огонь 28-го Джорджианского, что вынудило его остановиться. 6-й Висконсинский пришёл ему на помощь и прикрыл правый фланг. Подполковник Брэгг взял несколько рот и отправил их во фланг 28-му полку, но перестрелка на фланге затянулась до темноты. Гиббон удерживал позицию почти всю ночь, пока его не сменила бригада Гормана. В ходе этой атаки Гиббон потерял 37 человек убитыми, 251 раненым и 30 пропавшими без вести. Бригада Колкитта потеряла 110 человек убитыми, ранеными и пропавшими без вести, в основном из состава 23-го и 28-го Джорджианских полков. Колкитт писал, что его бригада не уступила ни дюйма земли даже тогда, когда закончились боеприпасы.
Впоследствии сложилось мнение, что эта атака дала части Гиббона прозвище «Железная бригада». По одной из версий, Хукер прибыл в штаб Макклеллана за приказами и тот спросил его, что это за отряд сражается на шоссе. Хукер ответил, что это бригада Гиббона. «Это, должно быть, железные люди», сказал Макклеллан. «Клянусь всем святым, они железные!», подтвердил Хукер. Через несколько дней после сражения одна из газет Цинциннати написала: «Эта бригада выполнила самое трудное задание. Она справедливо названа Железной бригадой Запада».

### Крэмптонское ущелье

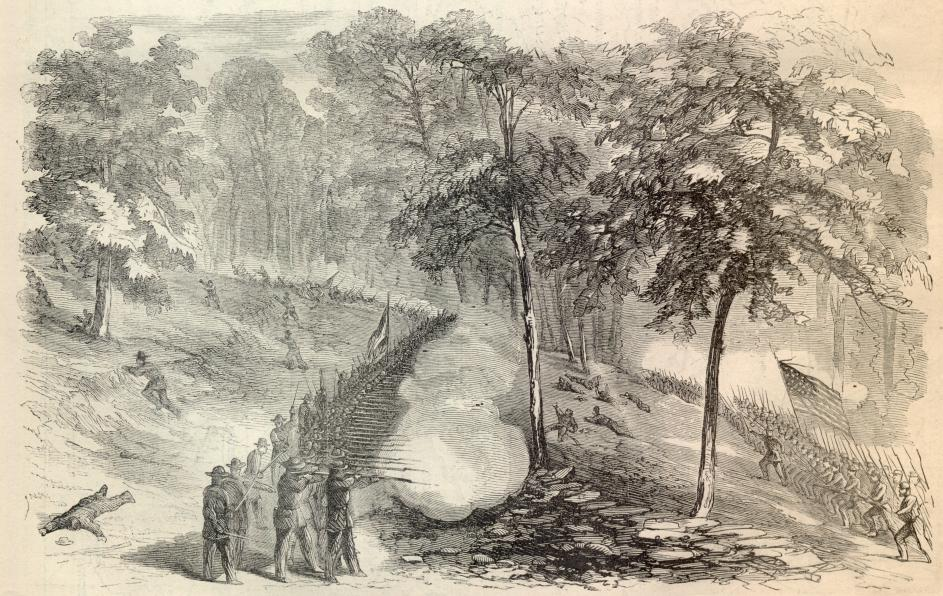
Сражение в ущелье Крэмптона (иллюстрация в газете «Harper’s Weekly»)

Корпус Франклина выступил утром из Фредерика и начал марш на Харперс-Ферри. К полудню корпус достиг Беркиттсвилла, где встретил кавалерию Томаса Манфорда. Франклин развернул дивизию Генри Слокама на правом фланге, а дивизию Уильяма Смита — на левом. Северяне атаковали и легко выбили Манфорда из городка. Манфорд отступил к ущелью Крэмптона.
Маклоуз заранее отправил две пехотные бригады, чтобы прикрыть ущелья. Отступив от Беркиттсвилла, Манфорд соединился с бригадами Уильяма Махоуна и Хоуэлла Кобба. Однако северяне, продолжая наступать, легко сломили сопротивление оборонявшихся и заняли ущелье. Маклоуз потерял 700 человек пленными (в основном — из состава подкреплений из бригады Кобба), 4 знамени и орудие — на тот момент это была самая крупная потеря пленными в истории Северовирджинской армии.
В 17:20 Франклин сообщил Макклелану, что его войска выдержали тяжёлый бой, но противник слишком силён, и занять ущелья до ночи не получится. Он обещал начать наступление утром. Фактически Франклин мог бы продолжать наступление к Харперс-Ферри или атаковать Ли у ущелья Тернера, но вместо этого он занялся перегруппировкой армии, а затем вернулся в свой штаб, расположенный восточнее ущелья. Впоследствии историк Эдвард Стейкпол писал, что Макклеллан всегда переоценивал численность противника, а Франклин в данном случае просто следовал примеру своего командира.
По мнению полковника Аллана, 14 сентября произошло два боестолкновения — одно в ущелье Крэмптона, а второе в ущелье Тернера, — и это были полностью обособленные, самостоятельные сражения.

## Последствия
К наступлению ночи армия Конфедерации всё ещё удерживала Национальную дорогу на перевале в ущелье Тернера, но противник захватил господствующие высоту на обоих флангах. На правом фланге южане удерживали ущелье Фокса, однако дивизия Кокса захватила высоту к югу от перевала и вышла к дорогам, которые вели мимо ущелья в долину Плезант-Валли. На северном участке Хукер полностью обошёл левый фланг южан, выбил Роудса и Эванса с высот и теперь ждал рассвета, чтобы продолжить наступление. Ночью генералы-южане собрались в штабе Ли, чтобы обсудить ситуацию. Хилл, который понимал ситуацию лучше всех, высказался за немедленное отступление. Лонгстрит и Худ согласились с его мнением. Однако генерал Ли ещё надеялся удержаться в горах; он отправил офицера из легиона Холкомба проверить, стоит ли Хукер на горе и не отступил ли назад, но офицер был схвачен и попал в плен. Вскоре поступили известия, что приближаются корпуса Самнера и Уильямса, и Ли понял, что отступление неизбежно.
В 20:00 Ли приказал Маклоузу покинуть позиции на Мэрилендских высотах и уйти за Потомак. Он писал, что дивизии Лонгстрита и Хилла также отступят через Шарпсберг в Вирджинию. Одновременно он приказал Джексону оставить Харперс-Ферри и прикрыть отступление армии у Шарпсберга. Однако в 22:30 пришли новости о прорыве Франклина в ущелье Крэмптона, и это заставило Ли поменять планы. Он решил остановиться в Кидисвилле и на этой позиции прикрыть отступление Маклоуза. В 23:15 командующий сообщил об этом Маклоузу. Однако ночью прибыл гонец от Джексона, который сообщил, что Харперс-Ферри близок к падению. Это заставило Ли вновь изменить планы и начать готовиться объединить армию и дать противнику бой в Мэриленде.
Отступление началось в 22:00. Бригада Дженкинса осталась в виде арьергарда в ущелье Тернера. Бригада простояла в ущелье до 4 часов утра 15 сентября и отошла, а на её месте осталась кавалерийская бригада Фицхью Ли. 5-й Вирджинский кавалерийский полк под командованием Томаса Россера остался прикрывать ущелье Фокса.

### Потери
В большинстве случаев статистика учитывает войска, задействованные во всех трёх ущельях (Тернера, Фокса и Крэмптона), и учитывает общие потери во всех этих сражениях. Согласно такой статистике из 28 000 задействованных в сражении федералов было потеряно 2325 (443 убито, 1807 ранено, 75 пропало без вести). Южане из своих 18 000 потеряли 2685 человек (325 убито, 1560 ранено, 800 пропало без вести).
Историки Эзра Карман и Джозеф Пьерро приводят статистику потерь раздельно. Согласно их подсчётам, в сражениях за ущелья Тернера и Фокса южане потеряли 1923 человека: 984 в дивизии Хилла, 699 в дивизии Джонса, 24 в дивизии Худа и 210 в бригаде Эванса. Самые тяжелые потери пришлись на бригаду Роудса (61 убитый и 157 раненый) и бригаду Дрейтона (49 убито и 164 ранено). Общие потери пленными и пропавшими без вести в бою за эти ущелья составили 662 человека.
Историк Эзра Карман приводит статистику потерь федеральной армии по дивизиям:
| Дивизия      | Убитые | Раненые | Пропавшие | Всего |
| ------------ | ------ | ------- | --------- | ----- |
| д. Хэтча     | 63     | 390     | 43        | 496   |
| д. Рикеттса  | 9      | 26      | -         | 35    |
| д. Мида      | 95     | 296     | 1         | 392   |
| д. Уилкокса  | 63     | 287     | -         | 350   |
| д. Стёржиса  | 10     | 117     | 30        | 157   |
| д. Кокса     | 58     | 186     | 442       | 696   |
| д. Родмана   | 2      | 18      | -         | 20    |
| кав. дивизия | 1      | -       | -         | 1     |
| Всего        | 325    | 1403    | 85        | 1813  |

Таким же образом Карман приводит статистику потерь армии Конфедерации по дивизиям:
| Дивизия        | Убитые | Раненые | Пропавшие | Всего |
| -------------- | ------ | ------- | --------- | ----- |
| д. Хилла       | 124    | 456     | 404       | 984   |
| д. Джонса      | 98     | 395     | 206       | 699   |
| д. Худа        | 3      | 14      | 7         | 24    |
| бригада Эванса | 23     | 148     | 45        | 216   |
| Всего          | 248    | 1013    | 662       | 1923  |

Эта статистика не учитывает потерь 5-го Вирджинского кавалерийского полка и потерь артиллерии, поэтому полная сумма потерь составит примерно 1950 человек.

### Оценки
В своём рапорте Дэниэл Хилл написал, что сражение было проиграно из-за медлительности Лонгстрита. Он утверждал, что если бы тот подошёл на рассвете, то противник был бы отбит с большим уроном. Однако этого не произошло, и противник захватил ключевые позиции до подхода подкреплений. Хилл никак не комментировал свою неспособность вывести всю дивизию в горы до полудня. Лонгстрит тоже писал, что своевременное прибытие подкреплений могло бы изменить ход сражения, но они подошли поздно и были сильно измотаны маршем. Хилл считал сражение своим успехом: он писал, что его дивизия насчитывала всего 5000 человек, была растянута на много миль и прикрывала пять дорог, и на такой позиции она держалась без поддержки восемь часов против всей федеральной армии и в итоге удержала позицию, что позволило армии отступить, не потеряв ни одного орудия и ни одной повозки. Он писал, что бригада Роудса обессмертила себя, хорошо сражались и другие бригады, кроме бригады Рипли, которая не приняла участия в бою.
Полковник Аллан писал, что Хилл плохо управлял дивизией. Он плохо оценил поле боя и медленно выводил бригады на позиции. Не удалось ввести в бой бригаду Рипли и половину бригады Дж. Б. Андерсона. Прибытие Лонгстрита ничего не изменило — он прибыл в спешке и не знал поля боя. Часть его бригад потеряли время при поиске позиции, а другие были неудачно размещены. Бригада Дж. Т. Андерсона не была введена в бой, а бригада Дженкинса задействована лишь незначительно. Аллан был согласен с тем, что если бы Хилл занял перевалы рано утром, а Лонгстрит подошёл бы через несколько часов, то южанам удалось бы удержать Южные горы.
Федеральная армия также допускала серьёзные ошибки. Макклеллан не смог добиться главной своей цели — снятия осады Харперс-Ферри. Он имел на руках все данные о расположении противника, но действовал слишком медленно и 13, и 14 сентября. Дивизия Кокса наступала быстро и уже в 09:00 вступила в бой, но дивизия Уилкокса пришла ей на помощь только через пять часов. Уилкоксу надо было пройти всего 6 миль от лагеря, и на это у него ушло 6 часов. Дивизия Стерджиса выступила из лагеря только в 13:00. Эзра Карман писал, что если бы Уилкокс и Стёрджис присоединились к Коксу до полудня, что они могли и должны были сделать, то ущелье было бы захвачено ещё до прихода бригад Лонгстрита. Бернсайд так и не покинул своего штаба в Боливаре и происходящее ему было, похоже, безразлично. Сам Макклеллан прибыл на поле боя слишком поздно и тем самым виноват в том, что не ускорил события.